# Ecphylus kansensis
Ecphylus kansensis är en stekelart som beskrevs av Marsh 1965. Ecphylus kansensis ingår i släktet Ecphylus och familjen bracksteklar. Inga underarter finns listade i Catalogue of Life.